# Réalcamp
Réalcamp é uma comuna francesa na região administrativa da Normandia, no departamento de Sena Marítimo. Estende-se por uma área de 11,44 km². Em 2010 a comuna tinha 629 habitantes (densidade: 55 hab./km²).